# Carmen Lamela Díaz
Carmen Lamela Díaz (1961) és una jutgessa espanyola, especialitzada en Dret penal. Treballà com a titular del Jutjat Central d'Instrucció núm. 3 de l'Audiència Nacional entre 2015 i 2018.

## Biografia

### Primers anys
Va entrar a estudiar dret a la Universitat Pontifícia de Comillas, on es va llicenciar el 1984. Va ingressar a la Judicatura el 1986 i va començar a treballar al Jutjat de Primera instància d'Oriola. El 1987 va ser traslladada al Jutjat de Primera instància i instrucció de Manzanares. Un dels seus primers casos fou el de la mort de Mikel Lopetegui. Entre 1989 i 1993 va ser nomenada degana dels jutges de Badalona i magistrada de l'Audiència Provincial de Barcelona. El 1993 es va traslladar a Madrid, per treballar ja com a magistrada del Jutjat d'Instrucció 25. Quatre anys després, el 1997 va passar a la secció 16 i posteriorment 17 del Penal de l'Audiència Provincial de Madrid. Entre 2009 i 2011 va formar part de l'equip d'Iñaki Sánchez Guiu, quan aquest va ser Secretari General de l'Administració de Justícia sota el mandat del ministre socialista Francisco Caamaño. Des d'allà va participar en l'elaboració de la Llei 18/2011 del 5 de juliol, reguladora de l'ús de les tecnologies de la informació i comunicació en l'administració de justícia, i en la llei 37/2011, del 10 d'octubre, de mesures d'agilització processal. La modernització tecnològica del sistema judicial és un dels seus interessos professionals.

### Audiència Nacional
El 2010 fou una de les candidates a incorporar-se a l'Audiència Nacional, quan va formar part d'una terna de magistrats proposats per la Sala de Govern de l'Audiència Nacional (Pablo Ruz, Carmen Lamela i Carmen Rodríguez Medel) a la Comissió permanent del CGPJ, per triar el Jutjat d'Instrucció 5, quan Baltasar Garzón va ser suspès cautelarment.
El 2014 es va incorporar a l'Audiència Nacional, primer en comissió de serveis a la Sala penal i des de novembre de 2015 en el Jutjat Central d'Instrucció número 3, en substitució de Juan Pablo González. El maig de 2017 es va postular per presidir la Sala Penal de l'Audiència Nacional, però només va rebre un vot i al seu lloc fou designada la conservadora Concepción Espejel, qui en va obtenir 11 dels 21 possibles. El 28 de setembre va adquirir la titularitat del jutjat al renunciar al lloc Javier Gómez Bermúdez, qui va passar a exercir l'advocacia.
Ha gestionat diversos casos polèmics, com el cas Abengoa, l'Operació Rimet -sobre el presumpte blanqueig de capitals de Sandro Rosell- o el Cas Bancaja.

#### Cas Bar d'Altsasu
Per una presumpta agressió a dos guàrdies civils i les seves parelles el dia 15 d'octubre de 2016 a un bar d'Altsasu, nou joves entre 19 i 24 anys van ser ingressats a la presó sense fiança. Lamela va inscriure l'agressió dins l'ambient del moviment Alde hemendik (fora d'aquí), que s'oposa a la presència de la Policia Nacional i la Guàrdia Civil a Navarra i el País Basc, representat a Altsasu per Ospa Mugimendua, al qual pertanyen dos dels nou encausats. S'enfrontaran a penes d'entre 10 i 15 anys de presó, per estar acusats per Covite (Col·lectiu de Víctimes del Terrorisme al País Basc) d'un delicte de lesions terroristes.

#### Cas La Insurgencia
El 19 d'octubre de 2016, tretze joves cantants de rap del col·lectiu La Insurgencia van estar citats a declarar davant Lamela en qualitat d'investigats, acusats per la comissaria general d'informació del Cos Nacional de Policia (CNP) d'enaltiment del terrorisme, incitació a l'odi, delicte contra les institucions de l'Estat, injúries a la corona i associació il·lícita. Finalment, la Fiscalia va acusar del delicte únic d'enaltiment del terrorisme i demanar dos anys i un dia de presó, 4.800 euros de multa i 9 anys d'inhabilitació absoluta per haver difós cançons a través del canal de YouTube i de la pàgina de Facebook.

#### Operació Ice
El 2015 fou detingut un grup anarquista, vegà i straight edge madrileny anomenat Straight Edge, en el marc de l'Operació Ice, de la Polícia Nacional. Carmen Lamela els considerà el novembre de 2016 en un auto judicial un comando terrorista que tenia explosius i havia atacat sucursals. En el seu moment l'argumentació tingué controvèrsia i el 2018 la Fiscalia de l'Audiència Nacional desmuntà part de les acusacions, quedant en acusació de publicitat a favor del terrorisme.

#### Operació Tàndem
Iniciada el 25 d'abril de 2017, quan la Fiscalia Especial contra la Corrupció i la Criminalitat Organitzada va rebre una denúncia anònima sobre les activitats il·legals dels comissaris José Villarejo i Carlos Salamanca. En la denúncia es deia que aquests comissaris havien elaborat un informe encarregat per un alt càrrec de Guinea Equatorial per desacreditar Gabriel Mbaga Obiang Lima, fill del president Obiang. El 5 de novembre de 2017, Lamela va enviar a presó provisional els comissaris José Villarejo i Carlos Salamanca, i l'advocat Rafael Redondo, acusats d'organització criminal, suborn i blanqueig de capitals.

#### Cas del procés sobiranista
El dia 27 de setembre de 2017 va acceptar investigar la querella de la Fiscalia pels fets ocorreguts a Barcelona els dies 19 i 20 de setembre mentre es desenvolupaven les detencions i registres ordenats per Juan Antonio Ramírez Sunyer, titular del Jutjat d'Instrucció número 13 de Barcelona, dins de l'operació Anubis a Catalunya. La querella acusava d'un possible delicte de sedició, castigat amb fins a 15 anys de presó.
El 16 d'octubre decretà presó incondicional per Jordi Cuixart i Jordi Sànchez, presidents d'Òmnium Cultural i de l'ANC. Amnistia Internacional va emetre un comunicat contra els càrrecs de sedició i contra la presó provisional per constituir «restriccions excessives del seu dret a la Llibertat d'expressió i de reunió pacífica». La Fiscalia demanava també presó preventiva per a Josep Lluís Trapero -major dels Mossos- i per Teresa Laplana -intendent dels Mossos-, però Lamela els va deixar en llibertat sense fiança, ja que l'acusació es circumscrivia a l'esdevingut els dies 20 i 21 de setembre.
El 31 d'octubre de 2017 va admetre una nova querella presentada per Fiscalia contra el President de la Generalitat de Catalunya Carles Puigdemont i 13 consellers del seu Govern per rebel·lió, sedició i malversació, en referència a la celebració del Referèndum d'independència de Catalunya de l'1 d'octubre del mateix any. Paral·lelament, se seguia una instrucció contra els membres aforats del Parlament de Catalunya, portada pel jutge Pablo Llarena Conde al Tribunal Suprem.
El 2 de novembre de 2017 va decretar presó provisional sense fiança pels delictes de rebel·lió, sedició i malversació per Oriol Junqueras i altres consellers del deposat Govern que van acudir a la citació: Raül Romeva (d'Exteriors), Dolors Bassa (de Treball), Carles Mundó (de Justícia), Jordi Turull (de Presidència), Josep Rull (de Territori), Meritxell Borràs (de Governació) i Joaquim Forn (d'Interior). Va decretar presó provisional amb fiança pels mateixos delictes per Santi Vila (exconseller d'Empresa). El 3 de novembre va emetre una euroordre de dentenció per Puigdemont i la resta de consellers exiliats a Brussel·les: Antoni Comín (de Salut), Lluís Puig (de Cultura), Meritxell Serret (d'Agricultura) i Clara Ponsatí (d'Educació). En l'euroordre, Lamela va marcar la casella amb el delicte de corrupció, que dona lloc a un lliurament immediat però que no estava entre les acusacions de la Fiscalia -rebel·lió, sedició i malversació-. Voluntàriament, els cinc encausats es van lliurar a la justícia belga que, després d'escoltar la seva declaració, no va realitzar el lliurament immediat: els va deixar en llibertat però sense possibilitat de sortir de Bèlgica fins que es resolgui l'euroordre.
El 3 de novembre, davant les actuacions dictades per Lamela i de manera excepcional, l'associació Jutgessses i Jutges per a la Democràcia va manifestar la seva preocupació per la interpretació extensiva del dret penal i limitadora de la llibertat personal. Aquest mateix dia, es va iniciar una recollida de signatures a la plataforma change.org per demanar la inhabilitació davant el Consell General del Poder Judicial i el Tribunal Suprem perquè «la presó és un últim recurs, és excepcional i ha de ser utilitzada mínimament», «però per la jutgessa Carmen Lamela privar de llibertat sembla la regla». En 48 hores, la petició tenia més de 160.000 signatures.
El 10 de novembre, més d'un centenar de professors de Dret Penal de les universitats espanyoles van fer un manifest en què es mostraven molt crítics amb la Fiscalia i amb Carmen Lamela, ja que no creien que els fets jutjats fossin constitutius de delicte de rebel·lió, ni tampoc de sedició, tot i que sí que deien que hi havia delictes que havien de ser investigats i sancionats.

#### Operació Sandro Rosell
Un dels casos que la jutgessa Carme Lamela ha instruït i que més crítiques ha suscitat és el de l'expresident del FC Barcelona, Sandro Rosell. Sandro Rosell va ser detingut el 25 de maig de 2017 amb la seva dona i altres cinc socis, per ordre de la jutgessa, quan era la titular del Jutjat Central d'instrucció núm. 3, acusat de cobrament de comissions il·legals, blanqueig de diners i organització criminal. La jutgessa va dictar presó incondicional que va mantenir durant 22 mesos, desoint les argumentacions de la defensa que fins a tretze vegades va sol·licitar la commutació de la presó preventiva per altres mesures menys gravoses. La jutgessa, la fiscalia i la sala que van desestimar els recursos, utilitzaven el risc de fuga per basar les seves resolucions, tot i que en cap moment es va poder demostrar que l'acusat tingués fons a l'estranger. El seu patrimoni a Espanya, valorat en 33 milions d'euros estava bloquejat per la justícia. Tampoc es va tenir mai en compte que les comissions cobrades a la Confederació Brasilera de Futbol difícilment podien ser il·legals, ja que així ho va reconèixer aquesta entitat, que a més, mai es va declarar com a perjudicada en l'assumpte. Sense cobraments il·legals no pot haver-hi delicte de blanqueig. La presó preventiva soferta per l'acusat Sandro Rosell i Joan Besolí (un soci seu) és la més llarga en la història de la justícia a Espanya per delictes de tipus econòmic. El primer dia d'obertura de judici oral, el 29 de febrer de 2019, el tribunal va estimar el 14è. recurs de la defensa i en va dictar llibertat sense cap mesura cautelar. Finalment, el 24 d'abril del 2019 el tribunal sentenciava la innocència de tots els acusats. La falta de sensibilitat de la jutgessa es va posar en evidència quan, davant de la petició de llibertat de Joan Besolí per part de la defensa, descartant la possible fuga per tenir un fill ingressat a l'institut Guttman (havia quedat paraplègic setmanes abans de ser detingut), va dirigir-se despectivament a l'advocat dient-li que no fes teatre.

### Tribunal Suprem
El juliol de 2018 fou nomenada pel Consell General del Poder Judicial espanyol per a una de les places del Tribunal Suprem, més concretament, la Sala Segona de l'alt tribunal. Va prendre possessió del càrrec el 17 de setembre del mateix any. Es preveu que sigui la sala on es jutgi els líders del procés independentista català i el Cas d'Altsasu, però Lamela no podria pronunciar-se sobre aquesta causa, ja que va ser ella mateixa qui la va instruir.

### Vida personal
No és afiliada a cap de les quatre principals associacions judicials espanyoles. Casada amb un magistrat, és amiga del jutge José de la Mata. Parla anglès i francès. La seva germana és María Luisa Lamela, funcionaria del cos superior d'interventors i auditors de l'Estat espanyol, Interventora General de la Administración del Estado (entre 2016 i 2018) i antiga cap de gabinet de Joaquín Almunia.

## Premis i reconeixements
- 15 d'octubre de 2016: Creu de Plata del Mèrit de la Guàrdia Civil.
- Setembre de 2017: Medalla al Mèrit policial, atorgada pel Ministre de l'Interior Juan Ignacio Zoido.[45]